# Михальская, Нина Павловна
Нина Павловна Михальская (26 сентября 1925, Москва — 25 сентября 2009, там же) — советский литературовед, филолог, специалист в области изучения истории литературы Англии, других стран Западной Европы, Америки, славянских стран.

## Биография
Родилась 26 мая 1925 года в Москве в семье инженера-лесовода Павла Ивановича Кузьмина и дефектолога Нины Фёдоровны Сыромятниковой. Окончила филологический факультет МГУ. В 1948—1951 гг. училась в аспирантуре при кафедре зарубежной литературы МГПИ им. В. И. Ленина. После осталась в нём работать — ассистент, доцент, профессор (1968). С 1968 по 1990 гг. — заведующая кафедрой зарубежной литературы. В 1972—1983 гг. — декан факультета русского языка и литературы. С 1990 г. — профессор кафедры всемирной литературы. Председатель докторского совета при МПГУ. Член Европейской ассоциации англистов (ESSE). Член редколлегии журнала «Филологические науки».
Занималась историей литературы Англии, стран Западной Европы, Америки, Восточной Европы. Большое внимание уделяла разработке системы преподавания зарубежной литературы в высшей и средней школе (издала серию учебных пособий). Создала собственную научную школу историко-теоретического анализа литературного процесса. Исследовала связь художественных методов и жанров в литературе XX века.

## Семья
- Первый муж (с 20 января 1948 по 27 августа 1963[2]) — Константин Алексеевич Михальский (15 июня 1917[3]—2005[4]), профессор, заведующий кафедрой высшей математики в ТСХА[5][6].
  - Дочь —  Анна, филолог, специалист по риторике. У неё два сына:  Алексей Михальский, психолог (от первого брака) и Николай Поярков, биолог (во втором браке)
- Второй муж (c 1972) — Геннадий Викторович Аникин (1928—8 февраля 1982), литературовед[7][8]
- Сестра  — Марина Павловна Кузьмина[9], у неё сыновья Аркадий (род. 1958) и Фёдор (род. 1960)

### Диссертации
- Михальская Н. П. Реализм Ивана Вазова : Дис. … канд. филол. наук. — М.: МГПИ, 1951.
- Михальская Н. П. Пути развития английского романа 1920—1930-х гг.: Дис. … докт. филол. наук. — М.: МГПИ, 1968.

### Монографии, книги
- Михальская Н. П. «Творческий путь Адама Мицкевича». — М.: МГПИ, 1956.
- Михальская Н. П. «Чарльз Диккенс». — М.: Учпедгиз, 1959.
- Михальская Н. П., Гритчук М. А. «Английская литература новейшего времени». — М.: МГПИ, 1960.
- Михальская Н. П. «Пути развития английского романа 1920—1930-х гг. Утрата и поиски героя.» — М.: Высшая школа, 1966.
- Михальская Н. П. «Чарлз Диккенс. Биография писателя.» — М.: Просвещение, 1987.
- Михальская Н. П. «Образ России в английской художественной литературе IX—XIX вв.» — М.: МПГУ, 1995. (2-е изд.: М.: Литературный ин-т им. А. М. Горького, 2003).
- Михальская Н. П., Дудова Л. В. Психолого-педагогические аспекты гуманизации высшего образования. — М.: МПГУ, 1998.
- Михальская Н. П. «Десять английских романистов». — М.: Прометей, 2003.

### Мемуары
- Михальская Н. П. «Течет река…» М.: Литературный ин-т им. А. М. Горького, 2005.

### Учебники, учебные пособия для вузов и школ, книги
- Курс лекций по истории зарубежной литературы XX века / Под ред. М. Е. Елизаровой и Н. П. Михальской. — М.: Высшая школа, 1965. [Разделы.]
- История зарубежной литературы конца XIX — начала XX в.: Курс лекций / Под ред. М. Е. Елизаровой и Н. П. Михальской. — М.: Высшая школа, 1970. [Разделы.]
- Аникин Г. В., Михальская Н. П. История английской литературы. — М.: Высшая школа, 1975. (2-е изд. 1985; 3-е изд. 1998).
- Зарубежная литература XX века. Хрестоматия: В 3-х т. / Под ред. Н. П. Михальской и Б. И. Пуришева. — М.: Просвещение, 1980—1986 (2-е изд. 1-го тома, стереотипн. — 1981). [Разделы.]
- Практические занятия по зарубежной литературе / Под ред. Н. П. Михальской и Б. И. Пуришева. — М.: Просвещение, 1981. [Статьи.]
- История зарубежной литературы XIX века: В 2-х ч. / Под ред. Н. П. Михальской. — М.: Просвещение, 1991. [Разделы.]
- Михальская Н. П. В плаванье к далеким берегам. Зарубежная литература. 5 класс. Книга для семейного чтения. — М.: Просвещение, 1995.
- Михальская Н. П. Всеобщая литература: Учебная книга для 7 класса гимназии. — М.: Рекорд, 1996. (2-е изд. 2000).
- Михальская Н. П. Всеобщая литература: Хрестоматия для 7 класса гимназии. — М.: Рекорд, 1996. (2-е изд. 2000).
- Михальская Н. П. Методические рекомендации к урокам по всеобщей литературе. 7 класс. — М.: Рекорд, 1996.
- Михальская Н. П. Всеобщая литература: Учебная книга для 8 класса гимназии. — М.: Рекорд, 1996. (2-е изд. 2000).
- Михальская Н. П. Всеобщая литература: Хрестоматия для 8 класса гимназии. — М.: Рекорд, 1996. (2-е изд. 2000).
- Зарубежные писатели: Биобиблиографический словарь: В 2-х ч. / Под ред. Н. П. Михальской. — М.: Просвещение, 1997. (новое изд., перераб. и доп.: М.: Дрофа, 2003). [Статьи.]
- Михальская Н. П. Всеобщая литература: Учебная книга для 9 класса гимназии. — М.: Рино, 1998.
- Михальская Н. П. Всеобщая литература: Хрестоматия для 9 класса гимназии. — М.: Рино, 1998.
- Михальская Н. П. Преподавание всеобщей литературы в 8 классе. Методические рекомендации. — М.: РИНО, 1998.
- Михальская Н. П. Преподавание всеобщей литературы в 9 классе. Методические рекомендации. — М.: РИНО, 1999.
- Зарубежная литература XX века: Практикум: Для студентов, аспирантов, преподавателей-филологов и учащихся старших классов гуманитарного профиля / Сост. и общ. ред. Н. П. Михальской и Л. В. Дудовой. — М.: Флинта; Наука, 1999. (И последующие издания).
- Михальская Н. П. Зарубежная литература. Учебник-хрестоматия. 5-7 классы: Для школ и классов с углубленным изучением предметов гуманитарного цикла, гимназий и лицеев. — М.: Дрофа, 2000. (И последующие издания).
- Михальская Н. П. Зарубежная литература. 8-9 классы: Учебник-хрестоматия для школ и классов с углубленным изучением предметов гуманитарного цикла, гимназий и лицеев. — М.: Дрофа, 2002.
- Зарубежная литература. XX век: Учебник для студентов высших учебных заведений / Под общ. ред. Н. П. Михальской. — М.: Дрофа, 2003. [Разделы.]
- Михальская Н. П. Зарубежная литература. Учебник-хрестоматия. 10-11 классы. В 2-х частях. Для школ и классов с углубленным изучением предметов гуманитарного цикла, гимназий и лицеев. — М.: Дрофа, 2004.
- Михальская Н. П. История английской литературы: Учебник для вузов. — М.: Дрофа, 2006.

### Предисловия, послесловия, комментарии к произведениям зарубежных писателей
- Михальская Н. П. Юмористические рассказы Стивена Ликока // Ликок С. Рассказы. — М.: 1960.
- Михальская Н. П. Рассказы Альфреда Коппарда // Коппард А. Рассказы. — М.: 1961.
- Михальская Н. П. Эдвард Морган Форстер и его роман «Поездка в Индию» // Forster E. M. A Passage to India. — М.: 1965.
- Михальская Н. П. «Сага о Форсайтах» Джона Голсуорси // Galsworthy J. The Forsyte Saga. — М.: 1974.
- Михальская Н. П. Рассказы Мюриэл Спарк // Спарк М. Рассказы. — М.: Прогресс, 1976.
- Михальская Н. П. Вальтер Скотт и его роман «Айвенго» // Скотт В. Айвенго. — М.: Детская лит., 1980. (Библиотека мировой литературы для детей).
- Михальская Н. П. «Ярмарка тщеславия» У. М. Теккерея // Теккерей У. М. Ярмарка тщеславия. — М.: Худ.лит., 1983.
- Михальская Н. П. Шарлотта Бронте. Роман «Городок» // Бронте Ш. Городок. — М.: Худ. лит., 1983.
- Михальская Н. П. Роман Диккенса «Записки Пиквикского клуба» // Диккенс Ч. Собр. соч. в 10-и т. — М.: Худ. лит., 1983. — Т. 1.
- Михальская Н. П. Роман Диккенса «Домби и сын» // Диккенс Ч. Собр. соч.: В 10 т. — М.: Худ. лит., 1984. — Т. 5.
- Михальская Н. П. Роман Диккенса «Дэвид Копперфилд» // Диккенс Ч. Собр. соч.: В 10 т.— М.: Худ. лит., 1984. — Т. 6.
- Михальская Н. П. Джордж Мередит и его роман «Испытание Ричарда Феверела» // Мередит Д. Испытание Ричарда Феверела. — М.: Худ. лит., 1984.
- Михальская Н. П. Книга Кэтрин Дюпре о жизни Джона Голсуорси // Дюпре К. Джон Голсуорси. — М.: Радуга, 1986.
- Михальская Н. П. Герберт Уэллс: фантастика и реальность // Уэллс Г. Первые люди на Луне. — М.: Правда, 1986.
- Михальская Н. П. Диккенс в России // Диккенс Ч. Собр. соч.: В 10 т.— М.: Худ. лит., 1987. — Т. 10.
- Михальская Н. П. Арнольд Беннет — романист // Беннет А. Повесть о старых женщинах. — М.: Худ. лит., 1989.
- Михальская Н. П. История одной карьеры // Теккерей У. М. Записки Барри Линдона. — М.: Худ. лит., 1992.
- Михальская Н. П. О сонетах Шекспира // Шекспир У. Сонеты. — М., 2000.
- Михальская Н. П. Джек Лондон: «вдохновенный реализм» // Лондон Д. Мартин Иден. Дочь снегов. — М.: ЭКСМО, 2003.
- Михальская Н. П. Уильям Сомерсет Моэм: о превратностях судьбы и тайнах натуры человеческой // Моэм С. Маг. Романы, пьеса, Рассказы. — М.: ЭКСМО, 2003.
- Михальская Н. П. Д. Г. Лоуренс: роман и чувство // Лоуренс Д. Г. Сыновья и любовники. — СПб.: Азбука-классика, 2004.

## Звания
- Доктор филологических наук (1968)
- Заслуженный деятель науки РСФСР (1975)
- Почётный профессор МПГУ (1991).
- Лауреат конкурса научно-исследовательских работ МГПИ — МПГУ им. В. И. Ленина (1986 и 1992).
- Почетный председатель Российской ассоциации англистов.

## Награды
- Орден Трудового Красного Знамени (1975)
- Орден Дружбы (2004)
- другие государственные награды